# 竹香齋象戲譜
《竹香齋象戲譜》，又名《竹香齋象棋譜》，中國象棋棋譜，清朝江蘇人士張喬棟與其子張景煦編著。初刊於嘉慶九年（西元1804年）只刊行初、二兩集。第三集未完工前，張喬棟即於嘉慶十七年（西元1812年）去世。其子張景煦繼承父志，在嘉慶二十二年（西元1817年）再次印行時加入第三集。清朝四大殘排局譜之一。
清朝象棋譜的代表性巨著，全局譜首推《梅花譜》，排殘局譜便是《竹香齋象戲譜》。此書被書商翻印時有多種版本，局數也不同。由李浭校定的版本以208局為基準。